# Danh sách đĩa đơn quán quân Hot 100 năm 1962 (Mỹ)
| Đĩa đơn | Album |
| --- | --- |
| - Tokens: The Lion Sleeps Tonight - 3 Tuần (18.12.1961 - 6.01.1962) - Chubby Checker: The Twist - 2 Tuần (13.01 - 20.01) - Joey Dee & the Starliters: Peppermint Twist - Part 1 - 3 Tuần (27.01 - 10.02) - Gene Chandler: Duke Of Earl - 3 Tuần (17.02 - 3.3) - Bruce Channel: Hey Baby - 3 Tuần (10.3 - 24.3) - Connie Francis: Don't Break The Heart That Loves You - 1 Tuần (31.3) - Shelley Fabares: Johnny Angel - 2 Tuần (7.4 - 14.4) - Elvis Presley: Good Luck Charm - 2 Tuần (21.4 - 28.4) - The Shirelles: Soldier Boy - 3 Tuần (5.5 - 19.5) - Mr Acker Bilk: Stranger On The Shore - 1 Tuần (26.5) - Ray Charles: I Can't Stop Loving You - 5 Tuần (2.6 - 30.6) - Orchester David Rose: The Stripper - 1 Tuần (7.7) - Bobby Vinton: Roses Are Red (My Love) - 4 Tuần (14.7 - 4.8) - Neil Sedaka: Breaking Up Is Hard To Do - 2 Tuần (11.8 - 18.8) - Little Eva: The Locomotion - 1 Tuần (25.8) - Tommy Roe: Sheila - 2 Tuần (1.9 - 8.9) - The Four Seasons: Sherry - 5 Tuần (15.9 - 13.10) - Bobby "Boris" Pickett & The Crypt Kickers: Monster Mash - 2 Tuần (20.10 - 27.10) - Crystals: He's A Rebel - 2 Tuần (3.11 - 10.11) - The Four Seasons: Big Girls Don't Cry - 5 Tuần (17.11 - 15.12) - The Tornados: Telstar - 3 Tuần (22.12.1962 - 5.01.1963) | - Elvis Presley - Blue Hawaii - 20 Tuần - Mitch Miller & The Gang - Holiday Sing Along With Mitch - 1 Tuần - Henry Mancini - Breakfast At Tiffany's - 11 Tuần (tổng cộng 12 tuần) - Soundtrack - West Side Story - 7 Tuần (tổng cộng 53 tuần) - Ray Charles - Modern Sounds In Country And Western - 14 Tuần - Henry Mancini - Breakfast At Tiffany's - 1 Tuần (tổng cộng 12 tuần) - Soundtrack - West Side Story - 35 Tuần (tổng cộng 53 tuần) - Peter, Paul and Mary - Peter, Paul & Mary - 6 Tuần (tổng cộng 7tuần) - Allan Sherman - My Son The Folk Singer - 2 Tuần - Vaughn Meader - The First Family - 12 Tuần |